# Thomazeau
Thomazeau, in creolo haitiano Tomazo, è un comune di Haiti facente parte dell'arrondissement di Croix-des-Bouquets nel dipartimento dell'Ovest.